# Station Lora
Station Lora is een treinstation in Lora in de gemeente Lesja in  fylke Innlandet in Noorwegen. Het stationsgebouw dateert uit 1921 en is een ontwerp van Gudmund Hoel en Bjarne Frits Baasstad. Lora ligt aan Raumabanen. Het station werd in 1990 gesloten voor personenvervoer.